# Bassin de la rivière Powder
Le bassin de la Powder River est un bassin géologique structurel nord-américain surtout connu en tant qu'important gisement houiller (l'un des plus importants du monde ; il fournit 40 % environ de tout le charbon extrait aux États-Unis (donnée 2009).

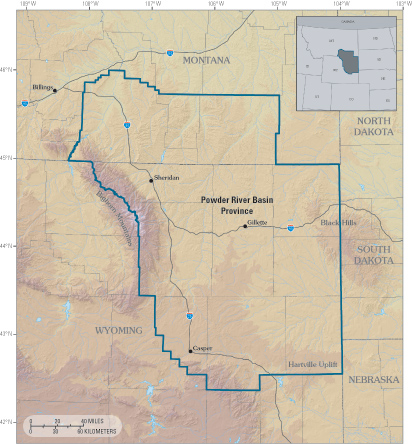
Délimitation surfacique de la « province géologique » du bassin de la rivière Powder, par l'USGS

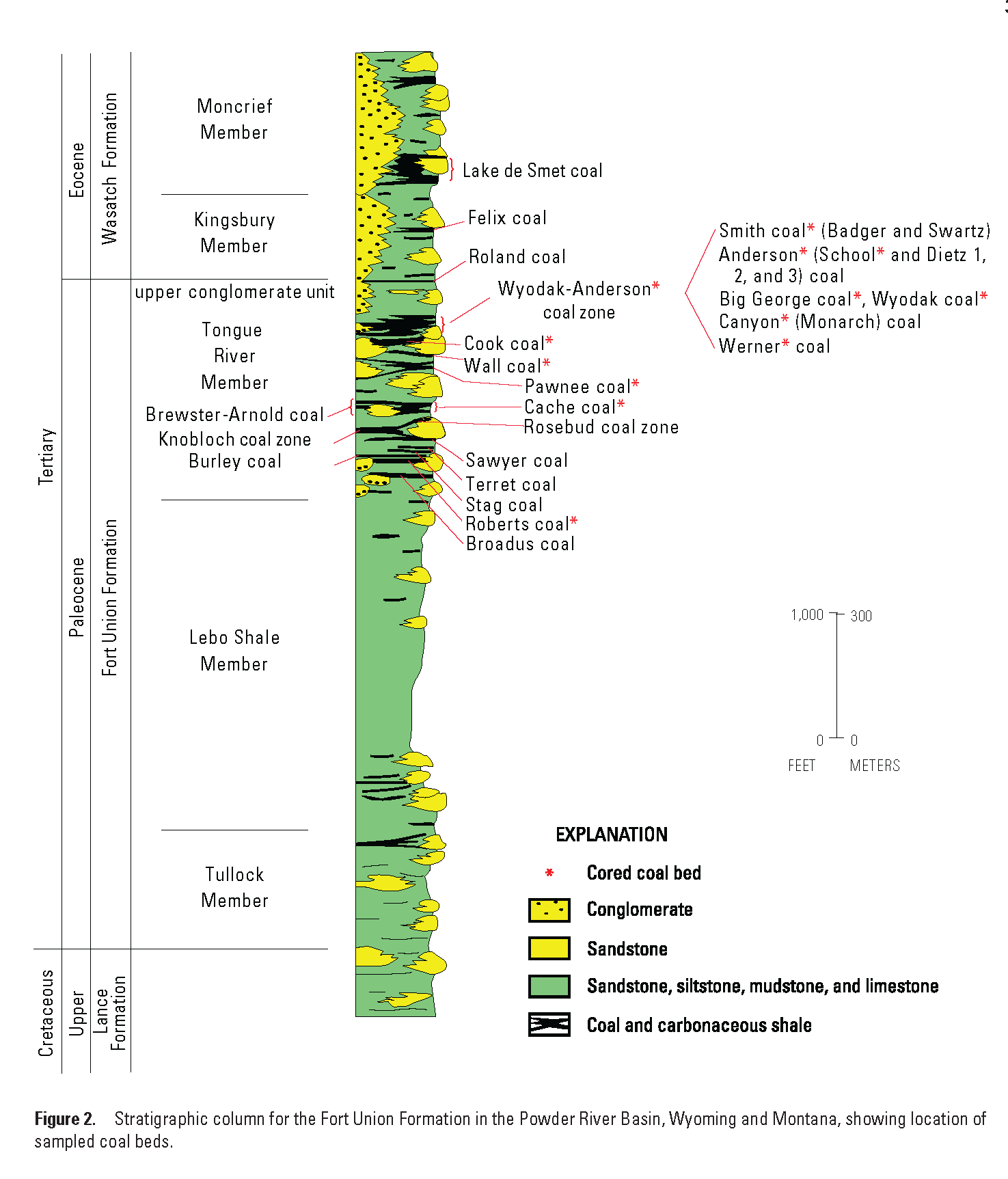
Stratigraphie et époques de formation des différentes couches charbonneuses

Il contient plusieurs dizaines d'épaisses couches de charbons qui se sont constituées du tertiaire à l'Éocène.
Il est aussi la première source de gaz de couche des États-Unis et la 3e plus grande source de gaz naturel du pays (selon le ministère américain de l'Énergie, pour l'année 2007).
Il contient aussi du pétrole et des métaux (dont de l'uranium).
Il tient son nom de la Powder dont le bassin versant se superpose à une grande partie du bassin géologique, mais ce bassin est également en partie drainé par les rivières Cheyenne, Tongue River, Bighorn River, Little Missouri river, Platte river et de leurs affluents.
Il constitue une unité géologique, mais avec des paysages allant de la montagne à la plaine. Les habitants de ces régions partagées entre deux États ne la considèrent pas comme une unité paysagère ou culturelle.

## Géographie, géologie

### Géographie

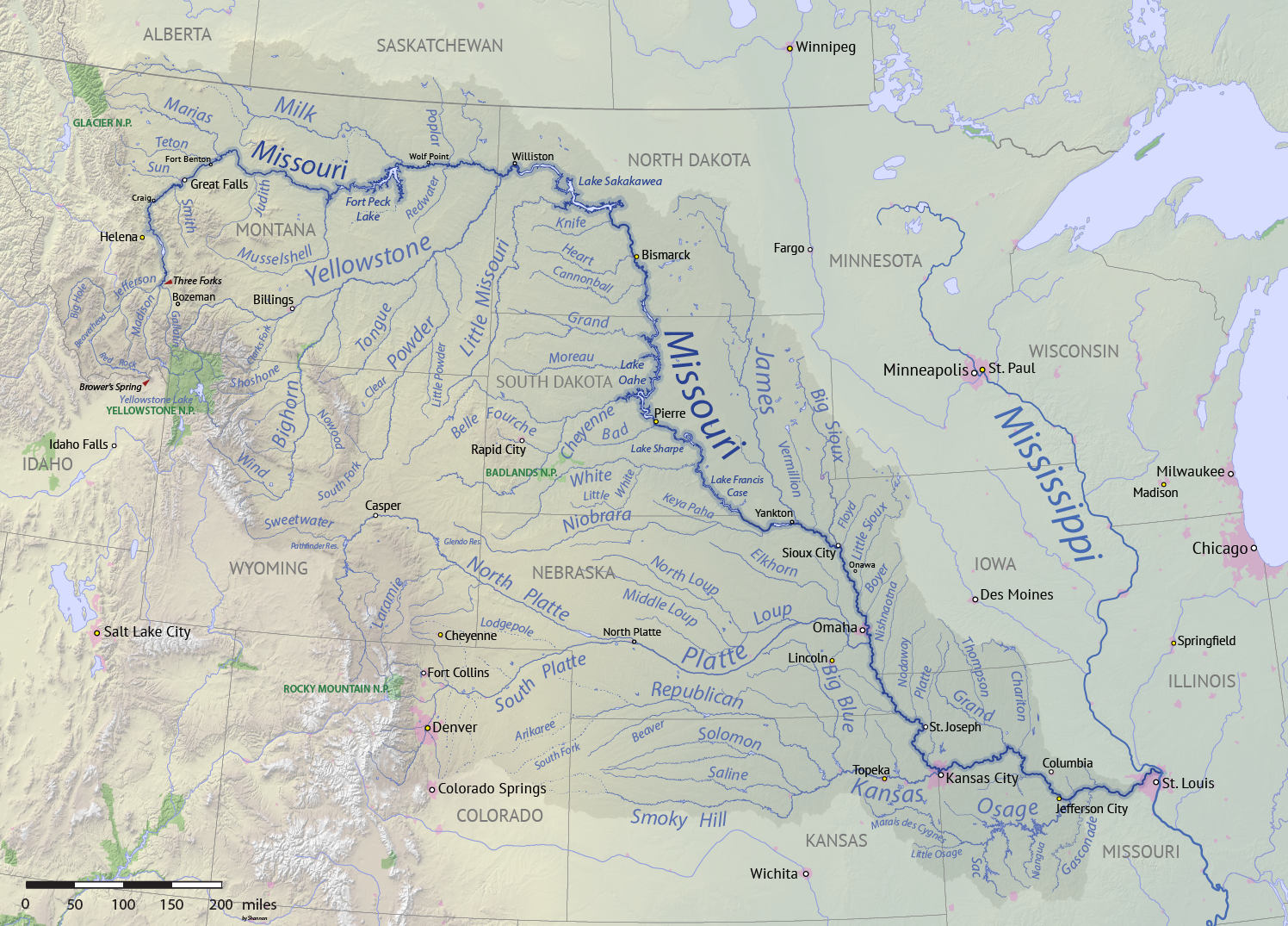
Situation de la rivière Powder dans la bassin du Missouri.

Ce bassin est situé au Sud du Montana et au Nord-Est du Wyoming. C'est à la fois à un bassin versant (c'est-à-dire assurant en surface un drainage topographique) et un « bassin géologique » structurel).
Il s'étend environ sur 190 kilomètres (120 miles) d'est en ouest et sur 320 km (200 miles) du nord au sud.
Les grandes villes de cette région comprennent Gillette et Sheridan dans le Wyoming et Miles City dans le Montana. Hors de ces grandes villes, la région est très peu peuplée voire semi-désertique, mais connue pour ses prairies vallonnées et ses paysages de climat semi-aride.

### Histoire géologique
Ce bassin sédimentaire contient - sur une épaisseur de 5,2 km (17 000 pieds), (correspondant au Phanérozoïque), un ensemble de couches géologiques incluant plusieurs dizaines de séquences charbonneuses qui se sont formées du Cambrien à l'Holocène.
La partie géologiquement la plus épaisse du bassin est formée des couches qui s'y sont accumulées durant le crétacé, avec une séquence régressive de schistes et de grès (essentiellement d'origine marine) qui se sont déposés dans une partie immergée de l'actuel continent dite « voie maritime intérieure de l'Ouest ».
Durant l'ère tertiaire, d'épais lits charbonneux ont commencé à se former (il y a environ 60 millions d'années) alors que des zones continentales commençaient à émerger à partir d'une mer peu profonde. Les soulèvements des Black Hills (à l'est) et de Hartville (au sud-est) sont à l'origine de la configuration actuelle du bassin de la Powder River.
Les principales couches de charbon se sont formées durant quelque 25 millions d'années sous un paléoclimat subtropical, avec une pluviométrie moyenne de 120 mm/an, dans les parties basses du bassin, alors couvertes de lacs, marais et tourbières qui accumulaient la matière organique en décomposition (feuilles, troncs, racines, branches, spores...), alors que les champignons lignivores étaient peu présents ou absents.
Ces zones d'accumulation ont été périodiquement recouvertes de sédiments provenant de l'érosion des montagnes voisines. Finalement, alors que le climat devenait plus sec et frais, le bassin a continué à accumuler des sédiments qui ont protégé la tourbe de l'oxygène, tout en la comprimant alors qu'elle s'enfonçait jusqu'à des centaines de mètres puis à plusieurs kilomètres de profondeur sous la surface, permettant sous l'effet de la pression et de la température un phénomène de houillification.
Au cours des derniers millions d'années, les sédiments sus-jacents ont été en grande partie érodés par le vent et les cours d'eau, faisant affleurer ou rapprochant les veines de charbon les plus récentes de la surface.

## Production de charbon
Ce contexte géologique a favorisé la découverte puis l'exploitation du charbon.
Les principales mines de charbon actives sont situées dans les bassins versants de la Powder River, les autres sont dans le bassin versant de la rivière Cheyenne.

### Production
Le Wyoming est le premier État producteur de charbon aux États-Unis depuis 1988 (En 2007 le seul bassin de la Powder River a produit 396 millions de tonnes de charbon, soit plus du double de la production du second état producteur (la Virginie-Occidentale) et plus que l'ensemble de la région des Appalaches,).
La mine de charbon Black Thunder est l'une des plus productives de tous les États-Unis, avec par exemple en 2006, 84 millions de t/an) ; plus que n'importe quel état sauf le Wyoming, la Virginie de l'Ouest et le Kentucky.

### Coûts
Le gisement affleurant permet une extraction à bas coût (environ 5 $ la tonne au printemps 2005), ce à quoi les clients doivent ajouter les frais de préparation et de transports ; les centrales électriques et les usines de l'Est des États-Unis payaient ce charbon plus de 30 $ la tonne, la différente étant essentiellement due au transport (en octobre 2008, au début de la crise de 2008, le prix à la livraison de ce même charbon était plus proche de 15 $).

### Transports du charbon
Il bénéficie de deux lignes de chemin de fer, spécialement construites pour la région minière, conjointement détenues par BNSF Railway et Union Pacific Railroad. La première ligne a été construite par étapes de 1972 à 1979. De plus, un troisième chemin de fer est projeté (dit Dakota, Minnesota and Eastern Railroad (en)), mais ses tentatives d'extension dans la région des mines de charbon ont dû faire face à une forte résistance de la part de nombreuses parties. Son plan a été approuvé par les autorités mais le projet semble avoir été abandonné après que le chemin de fer ait été acheté par la compagnie Canadian Pacific Railway.

## Production de gaz de couche
Ce bassin est aussi un important producteur de gaz naturel non conventionnel, via un processus déshydratant et « stressant » les veines de charbon souterraines (par pompage) ; la dépression désorbant le gaz emprisonné dans le charbon, d'autant mieux qu'il est microfracturé. Ce gaz étant principalement stocké sous forme adsorbée dans les micropores de la matrice charbonneuse et secondairement dans les micropores et pour un très faible pourcentage sous forme de gaz libre (grisou) dans les fractures, ou encore en solution dans l'eau, il est longtemps resté difficile à extraire en quantités rentables. Cette source d'énergie (et éventuelle matière première de la carbochimie est pour cette raison restée longtemps marginale.
Historiquement, du gaz de couche a été commercialement produit dans le nord du « bassin de la rivière Powder » (Appalaches du Nord) dès les années 1930, soit 20 ans avant les premières productions commerciales similaires du bassin de San Juan au début des années 1950).
Elle a été développée dans les années 1970 en réponse aux crises de l'énergie puis au début des années 1980 quand le US Bureau of Mines, le ministère de l'Énergie (DOE) et le Gas Research Institute ont uni leurs moyens à ceux des opérateurs pétroliers et gaziers des États-Unis dans un effort concerté visant à démontrer qu'une production commerciale de gaz de houille provenant de puits verticaux pouvait être rentable, au moins dans un contexte d'énergie chère.
Les puits verticaux ne produisaient que de faibles quantités de gaz, et lentement, mais l'exploration et le développement se sont étendus à la fin des années 1980 et au début des années 1990 à la faveur d'un crédit d'impôt sur l'exploitation des hydrocarbures non conventionnels (sachant qu'en 2000, le gaz de houille représentait 8,8 % des réserves estimées de gaz sec aux États-Unis (soit 0,44 Tm3) et 40 Gm3/an, soit 9,2 % de la production annuelle).
De 1989 à 2000, la production de gaz de houille cumulée aux États-Unis a été de 9,63 tcf (272 Gm3).
Dans les années 2000, bénéficiant des technologies de fracturation/stimulation développée pour le gaz de schiste et les forages dirigés pétroliers/gaziers profond, l'exploitation du gaz de houille s'est propagée à une dizaine de bassins aux États-Unis et progresse dans le monde, contribuant à la baisse des prix du gaz, mais aussi à l'augmentation des émissions de gaz à effet de serre.
Ce réservoir présente la caractéristique de contenir une très grande quantité de gaz d'origine biogénique. Il est même celui qui contient la plus haute proportion de gaz biogénique connue dans le monde. Ce gaz riche en méthane est ensuite nettoyé et transporté par un réseau de gazoducs pour être directement utilisé ou pour être compressé et /ou liquéfié.

## Controverse
Elle porte sur une évaluation environnementale, sanitaire et socio-environnementale insuffisante, ou encore sur l'évaluation des coûts/bénéfices du gaz de couche à moyen et long terme.

Ces questions se sont d'abord posées dans le bassin de la rivière Powder où la première utilisation commerciale de gaz de couche a été expérimentée peu après 1930, soit 20 ans avant la mise en exploitation en 1952 du celui de San Juan. Mais, malgré certains points communs (voir ci-dessous), cette controverse a eu peu d'échos dans les médias nationaux et internationaux, éclipsée par la controverse sur les gaz de schiste qui a donné plus d'importance à la fracturation hydraulique et aux fluides de fracturation). La fracturation hydraulique et les techniques de stimulation sont pourtant aussi utilisées afin de faciliter et accélérer la désorption du gaz sans cela fortement piégé dans la houille.

### Histoire et contexte de la controverse sur le gaz de couche dans le bassin de la rivière Powder
Cette controverse s'est d'abord développée dans ce bassin et dans celui de San-Julian car ils sont le berceau de l'exploitation industrielle à très large échelle du gaz de couche qui n'avait jusqu'alors qu'été très marginalement exploité.
- De premières interrogations sur les impacts de cette « nouvelle » ressource sont formulées par l'USGS à la fin des années 1990[14], mais l'activité gazière s'est développée à une vitesse exponentielle, bien avant que les agences gouvernementales (USGS, EPA) n'aient pu en mesurer les impacts environnementaux, et avant que le législateur n'ait pu agir ou réagir, dans un contexte où les énergies fossiles se raréfiaient.

- Le contexte était celui d'une augmentation très rapide du nombre de forages de gaz de couche (15 000 puits forés en cinq ans[15], pour environ 51 000 prévus dans ce seul bassin), cette activité étant encouragée par un foncier peu coûteux, une ressource peu profonde (certains puits ont été forés et opérationnels en quelques jours[11]), des millions de dollars injectés dans ce secteur d'abord par la politique de l'administration Clinton[15] et plus largement ensuite sous la présidence de Bush[15], avec le soutien des deux États concernés (Wyoming et Montana) qui comptaient sur d'importants revenus fiscaux (à juste titre puisqu'en 2003, l'industrie gazière apportait environ la moitié des taxes touchées par ces États)[15]). L'industrie peut se permettre de payer des taxes importantes, car le forage dans cette région est inhabituellement avantageux : « la différence de coût entre le forage de méthane classique et un forage de gaz de couche est extraordinaire » : un puits offshore coûte des dizaines de millions de dollars ; un forage terrestre classique coûte généralement plusieurs millions de dollars, mais un forage de gaz de couche dans le bassin de la rivière Powder pouvait au début des années 2000 être creusé pour seulement environ 90 000 $[15], car dans cette partie de l'Ouest des Rocheuses, le gaz de couche est abondant et proche de la surface, piégé dans des veines de charbon reposant jusqu'alors sous d'immenses aquifères[15].
Creuser des puits et systèmes de pompages dans ce contexte est donc bien moins coûteux que dans la plupart des autres gisements gaziers (parfois la technique d'un simple forage pour l'eau, légèrement améliorée suffit à extraire du gaz peu profond[16]). Mais cette activité s'est développée de manière anarchique, en « criblant » le paysage et les terres agricoles de dizaines de milliers de puits peu profonds et ensuite abandonnés. Ce système était en 2003 présenté par J Goodell comme « le fast food des énergies fossiles ; pas cher, rapide et controversé »[17].

- Ces puits ont nécessité beaucoup de travaux connexes (routes et gazoducs surtout) et (« paradoxalement », dans une région semi-aride) ils rejettent une énorme quantité d'eau polluant l'environnement (le rejet en 2003 a été évalué comme équivalent à la consommation totale de la ville de New York durant deux ans et demi). Les forages incessants et leur stimulation nécessitent de nombreux mouvements de gros camions, qui ont nécessité de consolider et d'agrandir le réseau routier (plusieurs milliers de miles de routes supplémentaires) et le réseau de gazoducs associés. Il a aussi fallu construire des milliers de stations et usines de compression (souvent très bruyantes et à ce titre gênantes pour les riverains ou la faune sauvage) ou liquéfaction, et des lignes électriques pour les alimenter[15].

- Cette activité s'est développée dans des régions peu habitées, parfois sur des terres fédérales et souvent sans études d'impacts approfondies et avec une faible prise en compte de l'environnement, mais elle a néanmoins rapidement suscité des controverses[15].

- Concernant le gaz de couche, la controverse semble s'être formalisées/médiatisée dans le bassin de la rivière Powder à partir les années 2000.

### Objets et motifs de controverses
Outre la dégradation des paysages et de la qualité de vie qui ne sont pas des points spécifiques au bassin ou aux gaz de couches, la controverse porte ici principalement les thèmes suivant :
1. un sentiment d'injustice faite aux propriétaires/éleveurs. Ces derniers doivent en effet subir les conséquences négatives des forages, sans avoir accès aux rentes financières qu'ils généreraient ailleurs pour eux. Dans l'Ouest des Rocheuses, l’industrie du charbon est présente, active et politiquement très influente depuis des décennies, et le contexte gazo-minier est plutôt faiblement réglementé voire déréglementé. 
Il est reproché à l'industrie pétrolière et gazière de ne pas ou peu tenir compte des intérêts des propriétaires[18] et notamment des agriculteurs et éleveurs (qui perdent des terres et doivent gérer les conséquences négatives des forages[15]), de faire passer les bénéfices et enjeux fiscaux avant les enjeux environnementaux[19], de ne pas tenir compte des effets différés du gaz naturel sur le climat et l'environnement (cf. fuites de méthane, effets du torchage d'une partie du gaz, effets de la combustion finale du charbon, du pétrole et du gaz extrait de ce bassin et d'autres). « C'est peut-être un combustible propre, mais c'est une entreprise très sale » estime un des éleveurs à propos de l'extraction du gaz de couche[15]. Les éleveurs du bassin sont souvent devenus des opposants à l'industrie gazière qui dégrade leurs terres, mais ils semblent peu entendus, peut être en partie parce qu'ils sont devenus des locataires négligeables pour les terres fédérales (« Ils paient au gouvernement un total d'environ 100 000 dollars/an pour les droits de pâturage. Les sociétés d'énergie paient environ 350 millions de dollars en redevances fédérales sur le gaz qu'ils produisent »[15]). 
Une source de colère fréquente chez les 4 000 familles d'éleveurs propriétaires[15] est que dans une grande partie de l'ouest des Rocheuses le propriétaire du sol ne détient pas comme ailleurs aux États-Unis de droit de propriété sur le sous-sol (qui appartient alors à l’État fédéral[15]). Alors que l'industrie gazière engrange des centaines de millions de dollars de recettes dans le bassin[15], ces propriétaires subissent la fracturation du sous-sol, la vidange des nappes et la pollution de l'eau de surface, mais sans les bénéfices que d'autres auraient dans des semblables circonstances (plus de 30 millions d'acres de l'Ouest sont soumis au « Stock Raising Homestead Act of 1916 » faisant que dans presque tous les cas la loi accorde les droits miniers non aux colons mais au gouvernement fédéral qui a généreusement accordé les permis via son Bureau of Land Management[15]. L'industriel gazier détenant des droits d'exploitation cherche généralement à conclure avec les éleveurs des accords pour utiliser leurs terres, mais même sans le consentement du propriétaire foncier, la loi fédérale leur permet d'exploiter le gaz et pour cela de construire des routes, des pipelines, des lignes électriques, des stations de compression et des puits, ainsi que des endiguements pour construire des réservoirs d'eaux usées[15]. De plus la valeur foncière des maisons et exploitations agricoles chute fortement quand elles sont situées dans une zone d'exploitation gazière[20]
2. les atteintes à l'environnement[21] et plus particulièrement la menace sur la ressource en eau (en termes de quantité et de qualité) ; 
- Alors qu'une quantité rapidement croissante d'eau doit être pompée pour désaturer les gisements en contact avec la nappe phréatique et/ou pour désorber le gaz piégé dans les veines de charbon[22],[23], de vifs reproches concernent le gaspillage d'eau, une perturbation du cycle de l'eau[24] pour le fracking et la pollution de surface (salinisation par remontée d'eau sursalées lors des pompages de dépressurisation des couches de charbon comme c'est le cas dans le Wyoming et dans West. Ces eaux profondes sont en effet presque toujours saturées et parfois sursaturées en matières dissoutes, dont en minéraux (cations de type sodium, potassium, calcium, magnésium... et anions de type chlore, sulfates, carbonates, bicarbonates), en quantité très variable selon la profondeur et le contexte géologique (variant par exemple de quelques dizaines à centaines de mg/L à plus de 2 000 mg/L dans le district pétrogazier de Campbell au centre du bassin de la rivière Powder[25]. Les eaux profondes contiennent aussi des métaux et métalloïdes toxiques (plomb, mercure...), et parfois des quantités significatives de radionucléides).
- L'industrie présente l'« eau fatale » (inévitable) pompée et réinjectée ou rejetée comme une ressource naturelle potentiellement réutilisable, alors que les éleveurs, bien que manquant d'eau depuis toujours dans cette région considèrent de plus en plus cette eau (parfois bien plus salée que l'eau de mer) comme une pollution. Ces deux points de vue (« The “water as a resource” versus “water as a pollutant” ») s'affrontent et trouvent des échos différents chez les élus ou dans les tribunaux parfois.
- L'industrie est accusée d'avoir fait d'eaux profondes naturelles des eaux superficielles polluantes[26] néfastes pour le bétail, la faune sauvage, mais aussi risquant de polluer les nappes superficielles[27].
- Une partie de cette eau est valorisée dans l'irrigation agricole ou pour le bétail, mais une grande quantité des eaux sont polluées par des métaux ou salinisées et leur gestion est encore source de controverses. 
- De plus dans le même temps, certains éleveurs débordés par une eau trop salées rejetée par l'industrie gazière voient dans le même leurs puits s'épuiser à cause du drainage sous-jacent de l'aquifère[15]. 
-Une partie des eaux les plus polluantes sont réinjectées en profondeur[15], mais avec des impacts difficiles à apprécier et des coûts supplémentaires. « le Bureau des terres admet que sa surveillance n'a pas réussi à suivre le rythme de développement de l'industrie et qu'en partie à cause de l'impact de forage, le bureau a réduit le nombre de bovins autorisés à paître sur les terres fédérales ; le total de l'année (2002) est maintenant moins de 10 000 têtes, en baisse comparé aux centaines de milliers de bêtes qui parcouraient ces hautes terres sèches au début du siècle ». 
- Dans le Wyoming où les forage se sont développées au tout début des années 2000, beaucoup de puits ont été a priori bien gérés mais « certains ont déclenché le ruissellement de l'eau non contrôlée, pâturages inondés, érodé la terre et pompé de grandes quantités d'eau salée dans les rivières et les ruisseaux »[15] et en aval, « les agriculteurs pratiquant l'irrigation en pompant dans les cours d'eau ont fait pression sur leur propre gouvernement pour exiger des limites strictes sur la salinité de l'eau qui s'écoule du Wyoming »[15] et le Montana a assez rapidement édicté des limites de salinité à ne pas dépasser pour les rejets dans les cours d'eau. Les lois fédérale et de l'État du Wyoming n'obligent pas les entreprises d'énergie à réparer tous les dommages des forages (seule la suppression des installations de forage et des bassins de retenue des eaux est obligatoire) et non la suppression de routes et autres séquelles écopaysagère[15]. Les éleveurs pourraient négocier des accords, pratique courante aux États-Unis, mais ils ont rarement accès à l'assistance juridique qui leur serait nécessaire[15]. 
- En 2002, selon M. Plank, membre du directorat (Pdt de conseil d'administration) de la société pétrogazière Apache Corporation mais aussi propriétaire d'un Ranch de 20 000 ha de cette région (dont il a finalement, après plusieurs décennies d'élevage fait don à une fondation à but non lucratif marqué par le forage du gaz de couche) ; si les industriels devaient payer l'eau pompée dans le sous-sol et qu'ils déversent dans l'environnement, ils ne pourraient plus faire de bénéfice : « Je ne m'arrive pas à penser que ce gaz puisse ici être peut-être économiquement viable face à des pratiques foncières et hydriques responsables. » Ni le Wyoming ni le gouvernement fédéral n'attribue de valeur monétaire au gaspillage d'eau, ce qui fait que les sociétés d'énergie doivent rien payer pour la disparition de cette eau, bien que l'on soit dans une région semi-aride. Au contraire des procédures de simplification administrative visaient à faciliter et accélérer l'exploitation gazière[15]. Des craintes sont aussi émises, y compris par les administrations, dont l'EPA quant à la dégradation de la qualité de l'eau potable[28].
3. Des tentatives de contournement de procédures légales de dispositifs pérennes de protection de la nature (de type servitude environnementale, principale source de foncier protégé aux États-Unis) ont également suscité l'inquiétude[29].
4. une technique dite « de cavitation » (avec une variante qui est la « recavitation ») ; cette technique également dénommée « open-hole cavity completion ») ; c'est une technique fruste de stimulation et de « complétion » de puits, spécifiquement utilisée par certains opérateurs du gaz de houille. N'utilisant pas d'explosif comme on le fait lors de la fracturation hydraulique profonde, elle est parfois comparée à l'ouverture brutale d'une bouteille de boisson gazeuse préalablement secouée, mais qui se ferait dans le sous-sol et à une échelle bien plus importante[30]. Au lieu de directement mettre le puits en dépression après une fracturation hydraulique dirigée, on injecte d'abord dans le réservoir (la couche de houille) de l'eau et de l'air ou de la mousse de manière à y faire fortement monter la pression. On laisse le charbon se gonfler et peu de temps après la pression est soudainement libérée. Un jet violent projette alors de l'eau, du gaz et des fragments de charbon et de roche au point d'entrée du puits, avec un bruit de tuyère d'avion à réaction (phénomène nommé « surging » par les anglophones, qui peut durer jusqu'à une quinzaine de minutes[31]). Les fragments de charbon et le gaz qui s'échappent du puits sont dirigés vers une butte de terre (berme) censé empêcher les matériaux de s'épandre dans l'environnement. Le premier gaz est brûlé sur place et les fines de charbon et le fluide éjecté sont plus ou moins bien recueillis dans une fosse à la base de la berme. Les matériaux rocheux et charbonneux plus lourds restent en vrac dans le puits et sont nettoyés par l'eau (souvent additionné d'une solution de produits tensioactifs) remontant de l'intérieur du puits ou par pompage des matières en suspension dans une fosse. Le charbon expulsé (une centaine de tonnes en moyenne) est alors généralement brûlé sur place dans une fosse dite « trou de bûlage » (« burn pit ») ou « blooie pit ». Ce « processus de cavitation » est ensuite répété plusieurs dizaines de fois durant une quinzaine de jours[32], laissant une importante cavité au fond du puits (jusqu'à 5 mètres -16 pieds de diamètre dans la zone charbonneuse si le fonds de puits y a été bien positionné). L'opération a provoqué une fracturation du charbon périphérique autour du puits[33]. Si le réseau de fracturation induit par la cavitation s'est bien connecté aux réseaux de fractures naturelles des veines de charbon, ils forment alors des canaux qui drainent le gaz exprimé par le charbon vers le puits. La cavitation ne se pratique plus qu'assez rarement, selon le ministère de l'Énergie des États-Unis uniquement en 2000 dans le centre du bassin de San Juan (Colorado et Nouveau-Mexique, avec en 2013 18 000 puits de production au Nouveau-Mexique et 12 500 autres prévus par le BLM (federal Bureau of Land Management). Cette technique peut endommager[34] les formations géologiques sous-jacentes, sus-jacentes ou encadrant la roche réservoir, au détriment de la production[35] et d'éventuelles nappes proches. De plus, des accidents peuvent aussi se produire en surface (explosions, incendies). Par exemple en 2003, une opération de cavitation a mis le feu aux arbres proches, dans une zone habitée. Selon le Bureau of Land Management l'extinction de l'incendie qui s'est étendue aux arbres périphériques a coûté 500 000 $[36]. Cette technique qui se pratique souvent à hauteur de nappe phréatique est source de nuisances sonores (pour les habitants et avec affolement du bétail proche), de pollution de l'air et d'une dégradation du sous-sol qui ne sont pas clairement réglementées par le Clean Air Act et la législation minière américaine. Elle est peu utilisée mais a encore des partisans[37]

## Les compagnies minières actives dans le bassin de la Powder River
Dans la partie sud du bassin :
- Alpha Natural Resources (Belle Ayr Mine, Eagle Butte Mine)
- Arch Coal (Mine de Black Thunder, Coal Creek Mine)
- Black Hills Corporation/Wyodak Resources Development (Wyodak Mine)
- Cloud Peak Energy (Antelope Mine, Cordero Rojo Mine)
- Kiewit Corporation (Buckskin Mine)
- Peabody Energy (North Antelope Rochelle Mine, Mine de Caballo, Rawhide Mine)
- Western Fuels Association (Dry Fork Mine)

Dans la partie nord du bassin
- Ambre Energy/Cloud Peak Energy (Decker Mine)
- Cloud Peak Energy (Spring Creek)
- Westmoreland Coal Company (Absaloka Mine, Rosebud Mine)

## Usines de production électriques
En raison de la proximité des ressources hydrocarbures fossiles, un grand nombre de centrales thermiques utilisant le charbon et/ou le gaz sont présentes dans ce territoire :
- Grand River Dam Authority (en) – Vinita – (Chouteau)
- Eckert Power Plant – Lansing Board of Water and Light – (Lansing)
- Erickson Power Plant – Lansing Board of Water and Light – (Lansing)
- Fayette Power Project – (La Grange)
- Monroe Power Plant – Detroit Edison (Monroe)
- Pleasant Prairie Power Plant – Wisconsin Energy Corporation – (Pleasant Prairie)
- Presque Isle Power Plant – Wisconsin Energy Corporation – (Marquette)
- St. Clair Power Plant – Detroit Edison – (East China, Michigan)
- Gerald Gentleman Station – Nebraska Public Power District
- Omaha Public Power District – (Omaha, NE) (Nebraska City, NE)
- Arapahoe Station – Xcel Energy (Colorado)
- Pawnee Station – Xcel Energy (Colorado)
- Harrington Station – Xcel Energy (Texas)
- Newton Power Plant – Ameren, Newton
- Flint Creek Power Plant – American Electric Power (Arkansas)
- Independence Power Plant - Entergy (Newark)[38]
- White Bluff Power Plant - Entergy (Redfield)[38],[39]
- J. Robert Welsh Power Plant – American Electric Power (Texas)
- James H. Miller Generating Station
- Jeffrey Energy Center (Kansas)
- Comanche Station – Xcel Energy (Colorado)
- Allen S. King Plant – Xcel Energy (Minnesota)
- Robert W Scherer Power Plant – Georgia Power (Géorgie)
- Sherburne County (Sherco) Plant – Xcel Energy (Minnesota)
- Laramie River Station (Basin electric Power Cooperative) – (Wheatland, Wyoming)
- Tolk Station – Xcel Energy (Texas)
- Big Cajun II – NRG Energy (New Roads, Louisiane)
- W. A. Parish Station – NRG Energy (Texas)
- Limestone Station – NRG Energy (Texas)
- Warrick Power Plant (Newburgh, IN)
- Centralia Power Plant (Centralia, WA)
- Nanticoke Generating Station – Ontario Power Generation (Nanticoke, Ontario Canada)
- Thunder Bay Generating Station – Ontario Power Generation  (Thunder Bay, Ontario)
- Brandon Generating Station – Manitoba Hydro (Brandon, Manitoba)
- Sikeston Power Plant (Sikeston, MO)
- CP Crain Plant (Baltimore, Maryland)
- Drax Power Station, Selby (Royaume-Uni). Trials are ongoing with a UK sourced Bituminous Coal, blended to increase CV.
- Edgewater Generating Station, Sheboygan (Wisconsin)

## Pétrole
Ce bassin contient aussi d'importants gisements de pétrole, dont le gisement géant de Salt Creek, associés à du gaz, dans des roches-réservoir datées du tertiaire en Pennsylvanie et le plus souvent dans des grès du Crétacé.
Bell Creek Field est un piège stratigraphique daté du Crétacé inférieur et situé dans le « grès de Muddy ». Il a été découvert lors d'un forage (Exeter Drilling Co. No. 33-1 Federal-McCarrell well) fait en 1967 à environ 4,5 km de profondeur.

## Uranium
Le charbon contient de petites quantités d'uranium, mais ce bassin contient surtout d'importants gisements uranifères dans certaines couches de grès de sub-surface du Wyoming,,.
En particulier, la formation de Wasatch (datée de l'Éocène contient d'importants dépôts d'uranium, à des teneurs qui en font un minerai intéressant pour l'industrie nucléaire.
Les teneurs en uranium sont plus élevées que ce que l'on devrait spontanément trouver dans un bassin sédimentaire.
La manière dont l'uranium s'est accumulé dans ses gisements actuels n'est pas toujours clairement comprise.

Dans les années 1950, l'armement nucléaire et l'industrie nucléaire étaient en plein développement et il fallait rapidement trouver de bons gisements d'uranium. On a donc cherché à comprendre ses mécanismes d'accumulation géologique. Sur la base des indices disponibles (carottages, études géologiques, analyses isotopiques, etc.) il a été conclu que l'accumulation d'uranium résulte de phénomènes anciens de lixiviation de ce métal des bicarbonates (bicarbonate de calcium, bicarbonate de magnésium ou de sodium) ; ces agents chimiques peuvent en effet s'associer à des composés de l'uranium pour former des formes stables de l'ion U-tricarbonate [UO2(CO3)3]−4 dans une solution chaude saturée en CO2. Or de telles solutions semblent fréquentes à grande profondeur,. Ces carbonates peuvent faciliter le transport de l'uranium (ou d'autres métaux tels que le vanadium), sur de longues distances dans des environnements neutres. L'uranium se déplace alors préférentiellement le long des chemins ou de « canaux » de moindre résistance (selon la chimie et la perméabilité du sous-sol) jusqu'au moment où ils rencontrent des conditions réductrices (il y a alors formation de minerai). Si une partie de ces tricarbonates d'uranium arrive en surface et précipite, il y a formation d'uranyle qui pourra ultérieurement (millions d'années...) être remobilisé par le même processus. Peu à peu des cycles de concentrations auraient abouti à la formation de minerai, par étapes d'oxydation/solubilisation/migration/accrétion, en lien à des mouvements orogéniques et peut être localement avec l'action de bactéries.
Cet uranium est exploité par Power Corporation Resources Inc filiale du groupe canadien Cameco.

#### À propos du projet expérimental de stockage deCO2
- (en) Bell Creek CO2 Development Update
- (en) Bell Creek Integrated CO2 EOR and Storage Project
- (en) Integrating CO2 EOR and CO2 Storage in the Bell Creek Field
- (en) Bell Creek CO2 EOR and CO2 Storage Demonstration Project, Montana

#### Liens généralistes
- (en) Wyoming coal mining
- (en) Geological history
- (en) USGS Open-File Report on impacts of CBM development in the region
- (en) Assessment of Coal Geology, Resources, and Reserves in the Montana Powder River Basin United States Geological Survey
- (en) Paleo Map Project
- (en) Cretaceous paleogeography, southwestern US